# Hôpital de Gerbonvaux
L'hôpital de Gerbonvaux est un hôpital français situé sur le territoire de la commune de Martigny-les-Gerbonvaux dans le département des Vosges.

## Situation géographique
L'accès à l'hôpital se fait depuis Martigny-les-Gerbonvaux. Dans le village, prendre la direction de Ruppes, puis à 1 km après la sortie de Martigny, vous arrivez à un chemin de terre visible de part et d'autre de votre route. Ce chemin de terre n'est autre que la voie romaine qui va de Langres à Trèves. L'hôpital de Gerbonvaux se trouve alors à votre gauche (dans la forêt) sur cette voie romaine à environ 300 mètres de votre route. Il vous est vivement déconseillé de vous rendre en voiture jusqu'à l'hôpital, le chemin étant de très mauvaise qualité, garez-vous au début du chemin et descendez à pied.
Toutes les ouvertures (portes, fenêtres, etc.) sont du côté de la cour (au centre de l'édifice). Les quelques ouvertures vers l'extérieur consiste aux passages et à quelques petites meurtrières.

## Historique

### Étymologie
Dans différents titres, Gerbonvaux est nommé : Gilbonval et Girbonval en 1261 ; Gierbonval et Girbonvaulz en 1263 ; Gerbonval en 1265 ; Gerbonvaulx et Girbonvaul en 1318 ; Gilbonvaulz en 1331 ; Girbauvaul en 1355. Ceci n'est qu'une liste restreinte des différentes appellations de l'hôpital de Gerbonvaux.

### Origine de l'hôpital de Gerbonvaux
En avril 1261, Geoffroy, seigneur de Bourlémont, et Sibille sa femme se portent acquéreur de la maison de Gilbonval, moyennant la somme de 70 livres. Le domaine de Gerbonvaux était mis en vente par l'Abbaye royale Saint-Nicolas de Septfontaines (ordre des Prémontrés), diocèse de Langres (Haute-Marne).

### Gerbonvaux devient un hôpital

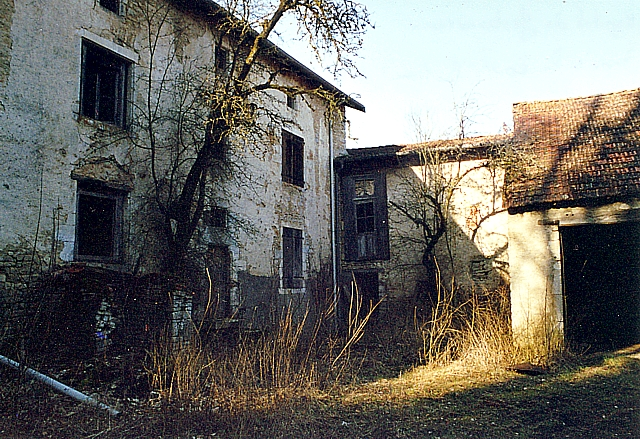
Le corps de ferme (à gauche), la nouvelle chapelle (dans l'angle) et écuries (à droite) de Gerbonvaux vu de la cour (Vosges)

Dès son acquisition, le seigneur de Bourlémont décide de faire de la maison de Gerbonvaux un hôpital destiné à recevoir les malades et les passants. Pour cela, le seigneur de Bourlémont dota, par charte en date de l'an 1265, de différents biens afin d'en assurer le fonctionnement. Cette charte défini les revenus de Gerbonvaux.
À savoir que le seigneur de Bourlémont cède à Gerbonvaux :
- ses droits de rentes sur Martigny (les-Gerbonvaux, Vosges), soit en four, soit en terrages ou autre choses, fors les cors de ses hommes et ses tailles et ses amendes et le fief tenu de luy.
- il donne en outre à ladite maison de Gerbonvaux, la maison de Biaumont (Bermont, Chapelle de ..., près de Greux où Jeanne d'Arc ira se recueillir tous les samedis).
- il donne également permanablement et annuellement, deux muids de vin sur les rentes de Charmes (-la-Côte, canton de Toul-Sud), plus un verger audit Charmes ; en outre, la dîme d'un homme de Saulxures-lès-Vannes (canton de Colombey-les-Belles).

En 1269, les enfants de Geoffroy de Bourlémont, Perrin et Geoffroy, confirmèrent la donation de 1265 par une charte.
«Je Jehans, sire de Joinville et sénéchaulz de Champaigne, et je Pierre, sire de la Faulche, et nous Jehans, abbés de Mirevault (Abbaye Notre-Dame de Mureau, ordre de Prémontré, à Pargny-sous-Mureau, Vosges), et nous frères Garris, priouz des frères preschours de Toul, faisons savoir à tous que en nostre présence estaublis Perrins et Joffrois, fil sai en arrière à noble baron Joffroi, dit Gravier, signour de Boullainmont (Bourlémont), ont recognui que lour pères, en son bon sen et en sa bonne mémoire, donnat, pour Deu et en aumosne, à l'ospitaul de Nostre Dame de Girbonval, toutes les rentes qu'il tenoit à Martigneie (Martigny-les-Gerbonvaux, Vosges)... »
Afin d'augmenter les ressources de l'hôpital par la perception de droits d'étalage et de vente, et peut-être aussi pour attirer dans ce lieu des habitants, Jean de Bourlémont avait institué à Gerbonvaux une foire qui se tenait annuellement la veille, le jour et le lendemain de la Saint-Eloy ; et, pour que les marchands pussent y venir en toute sécurité, il avait sollicité et obtenu, en 1318, d'Édouard Ier, comte de Bar, et de Ferry IV, duc de Lorraine, des lettres de sauf-conduite et de protection.

### D'autres donations

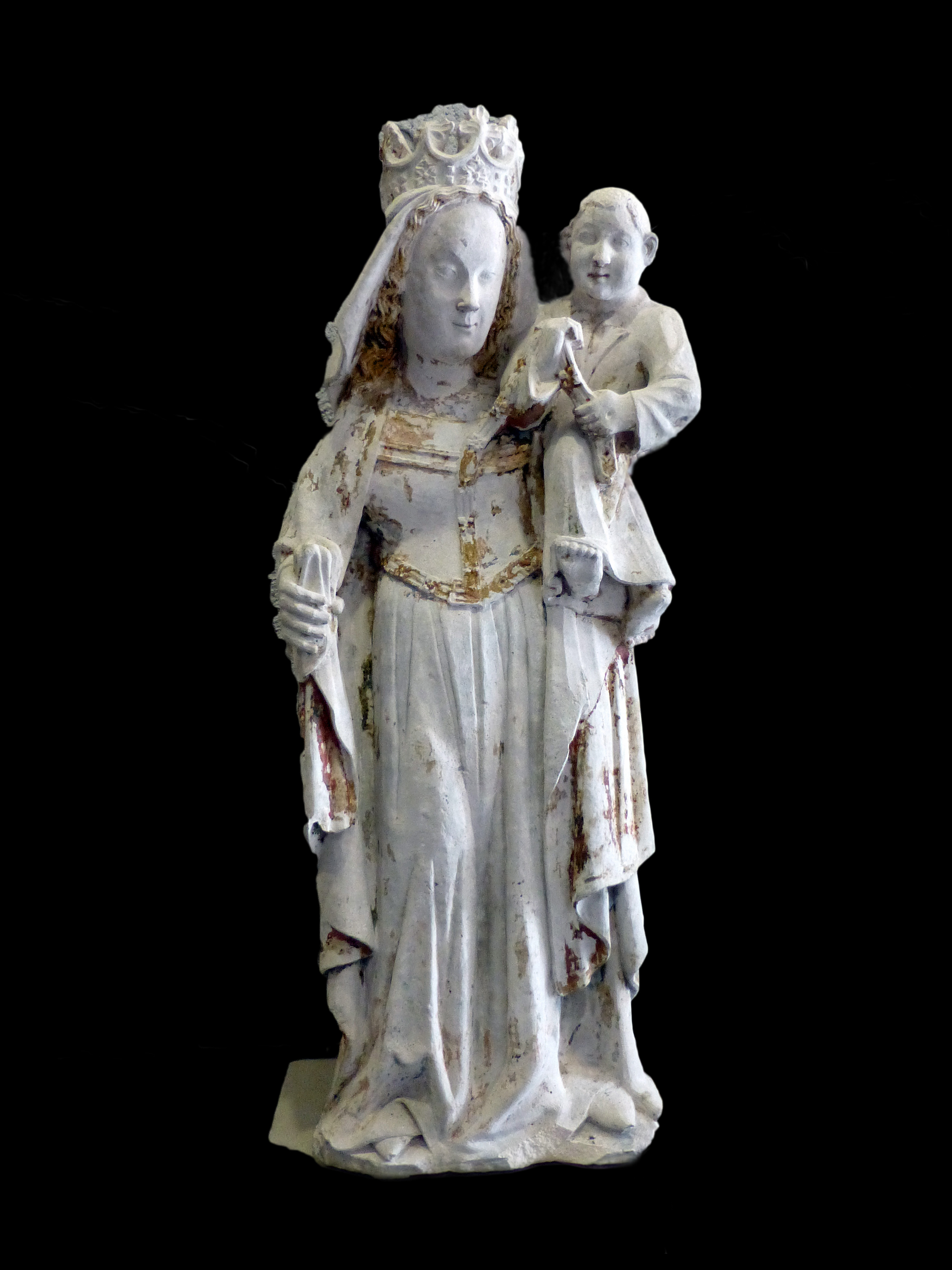
La Vierge et l'Enfant, XVe siècle, en provenance de l'hôpital de Gerbonvaux

- En juillet 1265, Erars, chevalier de Parnei (Pargny-sous-Mureau, Vosges), donne pour Dieu et en aumône, à l'hôpital de Nostre-Dame de Girbonvaulz six muids de vin à prendre à Charmes-la-Côte ;
- En août 1266, messire Manissiez, chevalier de Brixey, et Sibille sa femme, ont donné en aumône à l'opitaul de Nostre Dame de Gilbonval la sixième partie des dîmes de Martigny ;
- En janvier 1307, Jeannette, fille Aubri de Brissey (Brixey-aux-Chanoines, Meuse), donne « au maistre et aus frères, à l'ospital et à la maison de Girbonvaulz » dix reseaux d'avoine à prendre annuellement sur sa part des dîmes de Martigny ;
- En 1321, le dimanche après la Purification de Notre Dame, Jean, sire de Bourlémont, fait savoir que Jean de Domrémy, prêtre, fils de Ysabelet, a donné à sa maison de Bermont et de Girbonvaus trois fauchées de près et deux jours et demi de terre au ban de Greux (Vosges) ;
- En décembre 1328, Jean de Bourlémont fait savoir qu'en sa présence, Giles de « Richamaingni (Richardménil, Meurthe-et-Moselle) », son homme, a vendu à « son hospitaul de Saint Eloy de Girbonvaux » une pièce de bois sise « dessus lou dit hospitaul de Girbonvaulz » pour 50 livres de bons petits tournois ;
- En mai 1329, acte passé devant l'official de la cour de Toul, par lequel Husson de Toul, fils Monseigneur Vaultier, chevalier, « pour les bienfaiz et proffiz qu'il a recehu en temps passey de l'ospitaul de Saint Eloy de Girbonvaulz, et aussy pour la trez grant dévotion qu'il a endit hospitaul », lui donne la part qu'il avait dans les dîmes de Charmes-la-Côte (Meurthe-et-Moselle), mouvant en fief du seigneur de Bourlémont, s'en réservant, sa vie durant, la moitié, qui lui sera délivrée « par la main dou mastre et des apprevendiez dou dit hospitaul ». Cette donation fut confirmée par Jean de Bourlémont le 2 juin suivant ;

La dernière donation connue est en date de juillet 1468. Elle a été faite par Jean Bidal, prêtre, jadis gouverneur de l'hôpital de Saint-Eloy de Gerbonvalt. Il a donné audit hôpital une maison qu'il avait fait faire à Neufchâteau et autres acquêts aux bans de Coussey, Jubainville et Martigny.
Durant la période du XVIe siècle et une partie du XVIIe siècle on ne constate plus de donations en faveur de l'hôpital de Gerbonvaux. Pendant la même période, Gerbonvaux a subi des transformations de toute nature, et ne semble plus être entouré du prestige qui, dans un premier temps, éveillait en sa faveur la générosité publique.
En dépit des lettres de protection et de sauvegarde, les domaines de Gerbonvaux furent dévastés par les gens de guerre, ses maisons livrées au pillage. Gerbonvaux est obligé de recourir à la voie des monitoires (1704 et 1711) pour rentrer en possession de ses biens et récupérer les titres et papiers qui lui avaient été enlevés.

### Population de Gerbonvaux
À l'origine, la population de Gerbonvaux est composée de quatre catégorie de personnes : un maître, des frères, des malades et enfin des pauvres passants, puis, peu après, des prébendiers.
1° Le maître - Le chef ne prend, à l'origine, que le titre de maître ; dans la suite, il se qualifie successivement et alternativement de 
- maître et procureur,
- maître et gouverneur ou simplement gouverneur,
- recteur et gouverneur,
- maître, recteur et gouverneur,
- maître et recteur ou seulement recteur,
- gouverneur et administrateur,
- maître et administrateur.

Le maître est un laïc ou un ecclésiastique, au gré des collateurs, mais le plus souvent un ecclésiastique ; quelquefois le curé d'un village voisin. Le maître de l'hôpital était tenu de rendre compte de sa gestion au collateur qui l'a nommé.
2° Les frères - Ils étaient chargés de donner des soins aux malades. Ils avaient également part à l'administration de la maison conjointement avec le maître.
3° Les prébendiers ou prébendés - Étaient généralement des ecclésiastiques et dont plusieurs remplirent les fonctions de maître. Ils avaient part au gouvernement de la maison.

### Administration de Gerbonvaux
En fondant l'hôpital, Geoffroy de Bourlémont s'en était réservé, pour lui et ses successeurs, la collation ou le droit de nommer un maître, lequel serait entretenu aussi bien que les frères, les malades et les pauvres.
Ce droit passa d'abord à ses héritiers directs, puis aux lignes collatérales, qui l'exercèrent jusque dans les premières années du XVIIe siècle.
En 1520 et 1521, l'exercice du droit de collation donna lieu à un véritable conflit entre les compétiteurs. Frédéric, comte sauvage du Rhin et de Salm, seigneur de Neuviller, Ogéviller, Bayon, Pulligny, etc., grand écuyer de Lorraine, nomma Jacques Bocquenomme, prêtre du diocèse de Toul. L'année suivante, Jean VIII, comte de Salm, et Guillaume de Dommartin, seigneur dudit lieu et de Fontenoy-en-Vosge, pourvurent Thomassin Guérin, de Maxey-sous-Brixey. Dans le même temps, André Bocquenomme et Jean Frisier, se prétendent nommés par Jean, comte de Salm, seigneur de Viviers, maréchal de Barrois, prenaient le titre de maîtres de Gerbonvaux, et le premier disposait même de la maîtrise en faveur d'un nommé Paris, bâtard d'André Paspargaire.
Cette confusion dura plusieurs années, au bout desquelles l'évêque de Toul, ayant cru devoir intervenir, donna le 16 mars 1530 des lettres d'institution à Thomassin Guérin, qui finit par prendre possession du gouvernement de l'hôpital.
Les derniers possesseurs du droit de collation, qui est passé par tant de main, et auquel on attachait une si grande importance, furent François de Bassompierre, général des Suisses et Grisons entretenus pour le service du Roi très-chrètien ; François de Lorraine, comte de Vaudémont, comme époux de Christine de Salm, et à cause de sa terre, et seigneurie de Ruppes (Vosges) ; et Georges-African de Bassompierre, seigneur de Removille, du Chatelet, etc., grand écuyer de Lorraine et bailli des Vosge, lesquels, par acte des 25 octobre, 12 et 19 décembre 1619, cédèrent leur droit aux prêtres de l'Oratoire, nouvellement établis à Nancy.

### Gerbonvaux aux Oratoriens
Les Oratoriens entre donc en possession de Gerbonvaux en vertu de deux actes, l'un en latin, concernant le spirituel, l'autre, en français, pour le temporel.
Dès lors, ce fut le supérieur ou un des prêtres de l'Oratoire, délégué à cet effet, qui prit le titre de maître de l'hôpital, et les biens de celui-ci continuèrent à être laissés à un amodiateur.
Cet état de chose subsista sans trouble jusqu'en 1680. À cette époque, les chevaliers de l'ordre de Notre-Dame du Mont-Carmel et de Saint-Lazare firent signifier aux Oratoriens qu'ils eussent à leur remettre Gerbonvaux avec ses biens, titres et papiers, en restituant même les fruits et revenus qu'ils en avaient reçus depuis vingt-neuf ans, et ce en exécution de l'édit du roi, du mois de décembre 1672, et de l'arrêt rendu, le 4 mars 1673, par la chambre royale séant en l'Arsenal de Paris, portant réunion à l'ordre des maladreries (Gerbonvaux ne répond pourtant pas à la définition des maladreries), hôpitaux, bénéfices, commanderies et autre lieux pieux.
Les Oratoriens protestent. Ils rédigent divers mémoires pour prouver que Gerbonvaux ne rentrait pas dans la catégorie des établissements visés par les édits et arrêts ; ils produisent des certificats des maires et habitants des villages voisins, attestant que le service divin s'y était toujours fait, qu'on y avait toujours exercé l'hospitalité, qu'ils en avaient même fait rétablir les logements, ruinés pendant les guerres ; mais, quoique le bon droit fût de leur côté, ils craignirent de s'engager dans un procès onéreux et, par acte du 23 octobre 1681, ratifié le 4 décembre suivant par le supérieur général de la congrégation de l'Oratoire, à Paris, ils abandonnèrent à l'ordre de Saint-Lazare la pleine et entière jouissance de l'hôpital de Gerbonvaux.
Le roi ayant reconnu que les réunions prononcées par la chambre de l'arsenal étaient extraordinaires et ne pouvaient subsister, il donna, en 1693, une déclaration par laquelle il désunit de l'ordre de Saint-Lazare ce qui y avait été incorporé en conséquence de l'édit de 1672 et de l'arrêt de 1673, et cassa toutes les transactions qui avaient pu être faites avec cet ordre. En conséquence, les prêtres de l'Oratoire continuèrent à jouir de Gerbonvaux, appartenances et dépendance, comme ils en jouissaient en 1670.

### Gerbonvaux en 1745
Un procès-verbal de visite, dressé en 1745, par ordre de M. Sallet, subdélégué de l'intendant au département de Neufchâteau, donne des détails intéressants sur l'état de cette maison et la manière dont les pauvres y étaient logés et nourris. Voici la transcription du procès-verbal de cet expert :
« J'ai trouvé une cour fermée de bâtiments (bâtiments reconstruits à neuf vers 1705) dans laquelle on entre par un grand passage ; à l'occident de ladite cour et à droite dudit passage, est un corps de logis pour loger le fermier, qui est chargé de la réception des pauvres ; lequel logement est composé de deux chambres en haut. Sur la même partie, à gauche dudit passage, est une grande chambre bien vitrée et planchée en haut et en bas, laquelle sert pour recevoir et chauffer les pauvres, et dans laquelle il y a trois couches suffisantes pour coucher neuf personnes, chacune desdittes couches garnies de paillasses, de deux draps et d'une couverte piquée et fourrée d'étoupes, deux autres couvertes de même espèce, six autres draps qui se lissivoient alors.
Au septentrion est une chapelle érigé sous l'invocation de Saint-Jean et Saint-Eloy, laquelle est assé spacieuse et en bon état.
À l'Orient et au midi sont les granges et écuries.
Ensuite de cette reconnaissance, je me suis informé, tant aux villages voisins qu'auprès de deux pauvres qui sortoient alors de cet hôpital, de la façon que l'on étoit reçu ; sur quoi on m'a répondu que, le soir, l'on y avoit à souper, même pain, même soupe et même viande que le fermier ; le lendemain à desjeuner ou un morceau de pain pour emporter ; que, pendant le jour, ceux qui ne faisaient que passer avoient à diner lorsque c'étoit l'heure, et à tout autre moment, un morceau de pain ».
Le modeste mobilier dont il vient d'être question semble fort mal entretenu, puisque l'on constate, en 1752, que «les lits de l'hôpital sont en très mauvais état, n'y ayant que cinq mauvaises couvertes et six draps bien estaminés. Tous les bois de lits des pauvres sont absolument pourris et vermoulus. ». Le local qui leur était affecté ne se trouvait pas en meilleur état : «A la chambre des pauvres, il faut rétablir les brèches qui sont dans les murailles, crépir partout ladite chambre, relever le plancher et y ajouter les planches qui y manquent ».